# Archaefructus
Archaefructus género extinto de espermatófita aquáticas, com duas espécies conhecidas. O material fóssil deste género é originário da Formação Yixian, a nordeste da China, e originalmente datado do Jurássico Superior, mas que agora se pensa ser datado de há 125 milhões de anos, do Cretácico Inferior. Mesmo com a sua datação revista, Archaefructus foi proposto como sendo o mais antigo género conhecido de angiospérmica. A aproximadamente 125 milhões de anos, uma folha de Archeofructus  possuia a capacidade de atração de insetos, que por sua vez atrai um pterossauro insetívoro. A interação entre as primeiras Angiospermas e estes animais seria responsável pelo sucesso dessas plantas, que dominam a paisagem dos dias de hoje.
Devido à sua idade, e porque lhe faltam sépalas e pétalas, e os seus órgãos reprodutores interpretados como carpelos e estames, são produzidos por um ramo alongado em vez de estarem condensados numa flor como acontece nas modernas angiospérmicas, Archaefructaceae foi proposta como a nova família basal de angiospérmicas.